# Кортеновская сталь

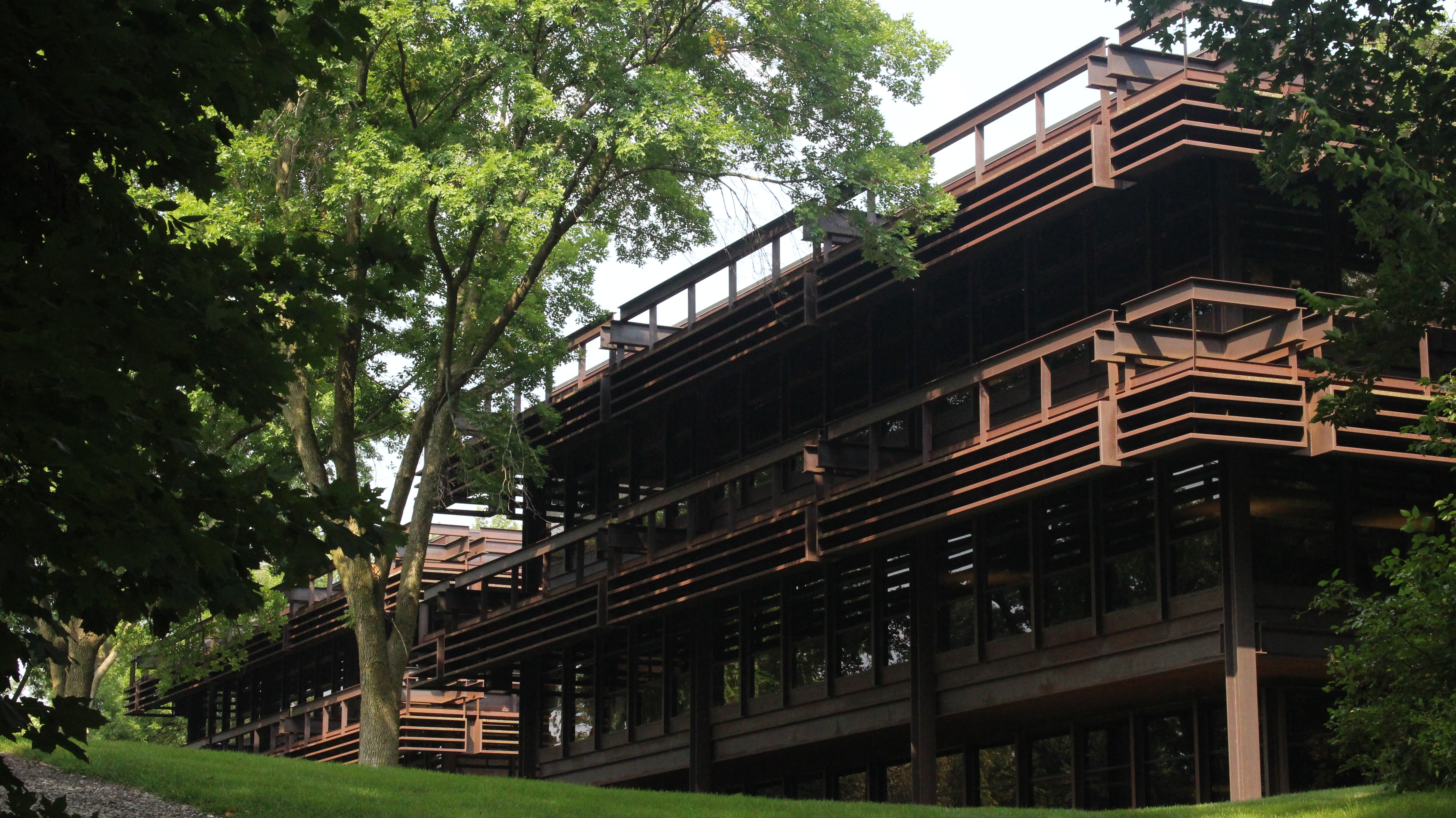
«Ржавый дворец» — штаб-квартира компании John Deere. Первое в мире здание, построенное с применением кортеновской стали (1964).

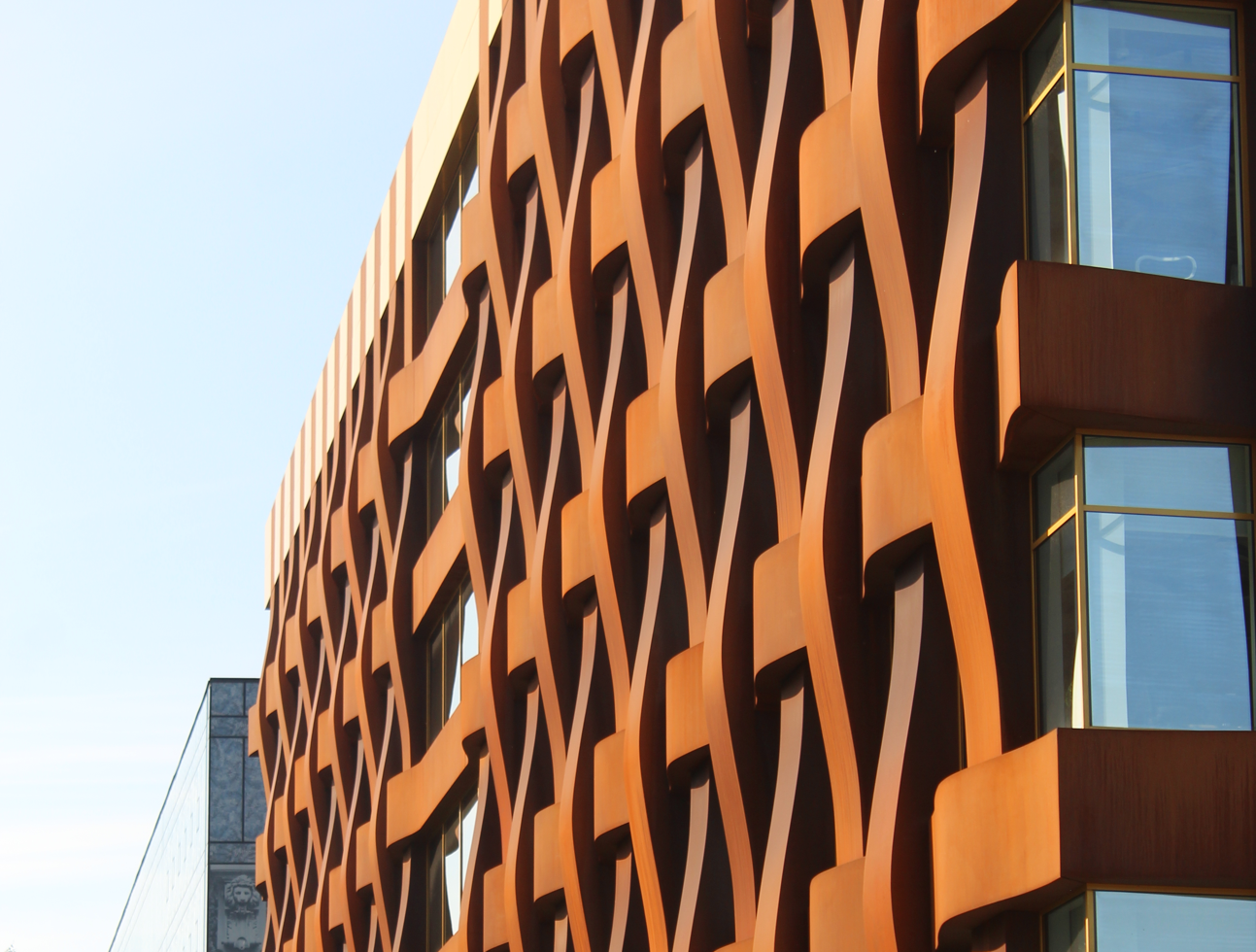
Бизнес-центр Ferrum в Санкт-Петербурге — первое в России здание, облицованное кортен-сталью (2021).

Сталь ко́ртеновская, сталь «кортен», кортен-сталь, кортеновая сталь (англ. COR-TEN steel, от Cor (Corrosion) — присутствие процессов коррозии с образованием ржавчины; Ten (Tensile) — высокий предел прочности материала) — легированная сталь, устойчивая к атмосферной коррозии. COR-TEN — зарегистрированная в 1933 году торговая марка компании United States Steel. Иногда называется «Corten steel».
Кортеновская сталь — «вечная» сталь с бархатистой фактурой: её плотная оксидная плёнка (ржавчина) препятствует дальнейшему соприкосновению воды с металлом (самопассивирование), поэтому сталь, однажды покрывшись ржавчиной, десятки лет сохраняет свой коричневатый цвет. Однако в морской атмосфере, насыщенной соляными аэрозолями, в морской воде, и в промышленной атмосфере, содержащей различные коррозионные агенты вплоть до крепких кислот, сталь теряет свои антикоррозионные свойства и начинает ржаветь в глубину, после чего конструкция разрушается.
Первая разработанная кортеновская сталь получила наименование A 242 («COR-TEN A») от ASTM International. Основные легирующие элементы, обеспечивающие атмосферостойкость — фосфор (в обычных сталях считающийся вредной примесью), медь при соответствующем количестве углерода. Также содержатся традиционные для низколегированных сталей марганец, хром, никель и кремний. Позже появились марки A 588 («COR-TEN B») и A 606 для тонких листов. Все эти сплавы широко используются.
Состав сталей COR-TEN (% легирующего элемента):
| Марка    | С    | P         | Mn       | Cr        | Si        | Ni   | Cu        | V         |
| -------- | ---- | --------- | -------- | --------- | --------- | ---- | --------- | --------- |
| Corten A | 0,12 | 0,07-0,15 | 0,2-0,5  | 0,5-1,25  | 0,25-0,75 | 0,65 | 0,25-0,55 | -         |
| Corten B | 0,19 | 0,035     | 0,8-1,25 | 0,40-0,65 | 0,30-0,65 | 0,40 | 0,25-0,40 | 0,02-0,10 |

Применяется в мостостроении, судостроении, промышленном и гражданском строительстве как конструкционный материал, не нуждающийся в окраске и других видах дополнительной коррозионной защиты. Также, благодаря оригинальному и равномерному оттенку патины, сталь получила распространение как декоративный материал при создании скульптур и других арт-объектов, оформлении интерьеров. Усилиями архитекторов и промышленных дизайнеров материал, видом напоминающий обычную заржавленную сталь заброшенных конструкций, стал элементом декоративного оформления сооружений, спроектированных с учётом его своеобразных декоративных свойств. Пример — первое здание, которое было построено с применением погодоустойчивой стали Кортен — наружный каркас всемирной штаб-квартиры компании John Deere (John Deere World Headquarters) в Иллинойсе (США) 1964 год.